# Cocheren
 Cocheren  es una población y comuna francesa, en la región de Lorena, departamento de Mosela, en el distrito de Forbach y cantón de Behren-lès-Forbach.

## Demografía
| 4574 | 4227 | 3731 | 3544 | 3425 | 3293 |
| Para los censos de 1962 a 1999 la población legal corresponde a la población sin duplicidades (Fuente: INSEE [Consultar]) |      |      |      |      |      |